# Piper emygdioi
Piper emygdioi är en pepparväxtart som beskrevs av Truman George Yuncker. Piper emygdioi ingår i släktet Piper och familjen pepparväxter. Inga underarter finns listade i Catalogue of Life.